# Bolesław Bierut
Bolesław Bierut, född 18 april 1892 i Rury Brigidkowskie i närheten av Lublin, död 12 mars 1956 i Moskva, var en polsk kommunistisk politiker. Han var Polens president från 5 februari 1947 till 22 juli 1952, premiärminister från 21 november 1952 till 12 mars 1954, generalsekreterare i PZPR, Polska Förenade Arbetarpartiet, - från 22 december 1948 till sin död.
Bierut var en av de ungas ledare under skolstrejken 1905, blev efterhand tryckare i ett tryckeri men ägnade sig mest åt illegal verksamhet, först riktad mot Tsarryssland och Österrike-Ungern, senare under första världskriget mot Józef Piłsudskis regim. Bierut dömdes slutligen 1932 till 7 års fängelse för kommunistisk agitation. Under den tyska ockupationen under andra världskriget var Bierut en av den underjordiska rörelsens organisatörer och medverkade till bildandet av det polska nationalrådet vars president han blev 1943 och kom därmed från 1945 att betraktas som Polens president.
Bieruts död i Moskva inträffade bara några dagar efter Chrusjtjovs tal där han kritiserade Stalin, vilket gav upphov till spekulationer om ett politiskt mord, vilket hittills inte har kunnat styrkas. Den officiella dödsorsaken var hjärtattack, efter en lunginflammation för vilken han vårdades på Kremlsjukhuset.